# 고공의
고공의(高拱毅, ?~?)는 고구려 멸망 후 고구러 유민들을 이끈 지도자이다.

## 생애
고구려의 막리지인 고문간 등이 유민들을 이끌고 당나라에 투항하자, 그도 유민들을 이끌고 투항했다. 그는 허난(河南)에 거주하게 되었으며, 당나라로부터 좌위대장군의 직을 받았다.